# 1093 (szám)
Az 1093 (római számmal: MXCIII) az 1092 és 1094 között található természetes szám.

## A szám a matematikában
A tízes számrendszerbeli 1093-as a kettes számrendszerben 10001000101, a nyolcas számrendszerben 2105, a tizenhatos számrendszerben 445 alakban írható fel.
Az 1093 páratlan szám, prímszám. Kanonikus alakja 10931, normálalakban az 1,093 · 103 szorzattal írható fel. Két osztója van a természetes számok halmazán, ezek növekvő sorrendben: 1 és 1093.
Csillagszám (középpontos tizenkétszögszám).
Wieferich-prím: (p=1093 prímszám, és p2 osztója 2p − 1 − 1-nek)
Az 1093 ötvenkét szám valódiosztó-összegeként áll elő, közülük a legkisebb az 1250.

## Csillagászat
- 1093 Freda kisbolygó